# 慶長十九年十月二十五日の地震
慶長十九年十月二十五日の地震（けいちょうじゅうくねんじゅうがつにじゅうごにちのじしん）は、江戸時代初期の慶長19年10月25日（1614年11月26日）に発生したと推定される地震。
越後高田で津波被害の記録があり、従来高田領大地震（たかだりょうおおじしん）あるいは高田地震とも呼称されてきたが、被害記録は広い範囲に及ぶ大地震?にもかかわらず史料が少なく実体不明な歴史地震とされ、震源については検討すべき課題が多いとされる。

## 地震の記録
慶長19年10月25日（1614年11月26日）には越後高田のみならず、会津・銚子・江戸・八王子・小田原・伊豆・伊那・駿府・三河田原・桑名・伊勢・津・京都・奈良・大坂・紀伊田辺・伊予松山など広い範囲で大地震の記録があり、発生時刻は午-未刻（12-14時頃）との記録がある。
越後高田
『続年日記』：越後国高田領大震、人死多、津波も揚打。
銚子
『玄番先代集』：十月廿五日津波入る、浜通は観音裏門まで上る、岡は松平外記様御家中山口喜左衛門殿と申衆入孫右衛門屋敷に其時代居住被成、洗足之砌波上ヶ盤浮き申程波参候由咄伝也。
江戸
『新編武蔵風土記稿』：池上本門寺五重塔は「慶長十九年の大地震に傾きしを台徳院殿御遊獵の時御覧ありて御修造のことを命ぜられしとぞ」。
八王子
『正続桑都日記』：地震。
小田原
『慶長見聞書』：小田原宿に御泊、此日大地震。
伊那
『赤須上続旧記録抄』：十月廿五日大地震。
三河田原
『田原城主考付録』：大坂御出陣の前年に大地震有之、其の時右の矢倉ゆり崩れ申候。
桑名
『慶長自記』：廿五日未の刻大地震家蔵なと少々損くすれ程にはなし。
伊勢
『神朝遺文』：廿五日甲辰未刻大震海溢死者衆。
津
『西島八兵衛寛文書上』：廿五日、大地震。
京都
『当代記』：午下刻に震動が頗る強かったが、顛倒の被害は無く、二条城へ五山衆出仕して広間に在り、庭に走り出したところ天水桶が落下して水を浴びた。
『徳川実紀』：京洛で死者2、負傷370余、二条城破損せず。
奈良
『南都年代記』：廿五日未刻大地震。
大坂
『難波戦記』：申の刻、天曇、大地震山崩れ、騎馬死す。民家多く顛倒し、堂社仏閣破壌に及ぶ。
紀伊田辺
『万代記』：十月廿五日、大地震。
『田辺万代記』：十月二十五日、大地震。
伊予松山
『温泉伝記』：大地震にて山崩れて泉脈塞がる（道後温泉?）。
『松山叢談』：十月二十五日、地震して湯出でず、その後月を越て又出で初の如し。
『田原城主考付録』の記録については「大坂御出陣（1615年）の前年」とあるが、この「前年」を大坂御出陣以前の年と解釈し津波地震と考えられている1609年慶長地震の震害の一つとする見方もある。

## 不明な震源域
駿府・三河・伊勢の津波記録を重視すると東海沖、紀伊・伊予の記録は南海沖、越後高田の津波記録は日本海の震源域を示唆し、さらに銚子にも津波記録があり、これらすべてを満足する単一の地震は有り得ないとされる。
1964年新潟地震、1983年日本海中部地震、1993年北海道南西沖地震など、日本海東部には過去に津波を引き起こした地震の震源域が並んでおり、1614年の地震の波源域もそれらの南端、佐渡島から富山湾にかけての海域にあった疑いもあるが津波史料が不確定であるとされている。今村・飯田の津波規模は一応 m = 2 とされているが疑問符が付されている。
『異本塔寺長帳』などの史料を精査した結果、高田城下における地震被害を裏付ける確かな記録が確認されず、『徳川実紀』の被害記録はむしろ京都付近に震央をもつ地震を示唆するともされる。
河角廣は直江津沖（北緯37.5°、東経138°）に震央を仮定しMK = 5.7としてマグニチュード M = 7.7を与えていた。宇佐美(2003)は値を示さず、南海沖のみに着目すると M = 7 - 7 1/2 程度となるとしている。
石橋克彦(2013)は1605年慶長地震は伊豆・小笠原海溝沿いに震源が有り、本地震が南海トラフの地震であるという作業仮説を立てた。ただし、その場合南海トラフの地震としては規模の小さいものであろうとしている。